# La Force des ténèbres (pièce de théâtre)
Pour les articles homonymes, voir La Force des ténèbres.
La Force des ténèbres (titre original : Night Must Fall) est une pièce de théâtre britannique en trois actes, un thriller psychologique, écrite par Emlyn Williams, et créée en 1935.
La pièce a donné lieu à deux adaptations cinématographiques :
- La Force des ténèbres, film américain réalisé par Richard Thorpe, sorti en 1937.
- La Force des ténèbres film britannique réalisé par Karel Reisz, sorti en 1964.

## Personnages
(par ordre d'entrée en scène)
- le Lord chief justice
- Mrs. Bramson
- Olivia grayne, sa nièce
- Hubert Laurie
- La nurse Libby
- Mrs. Terence, la cuisinière de Mrs. Bramson
- Dora Parkoe, sa femme de chambre
- L'inspecteur Belsize
- Dan

## Source de traduction
- (en) Cet article est partiellement ou en totalité issu de l’article de Wikipédia en anglais intitulé « Night Must Fall » (voir la liste des auteurs).